# Jari Kurri
Jari Kurri (* 18. května 1960 Helsinky) je bývalý finský profesionální hokejista. U příležitosti 100. výročí NHL byl v lednu 2017 vybrán jako jeden ze sta nejlepších hráčů historie ligy. Je čtvrtým nejproduktivnějším Evropanem v dějinách NHL.

## Hráčská kariéra

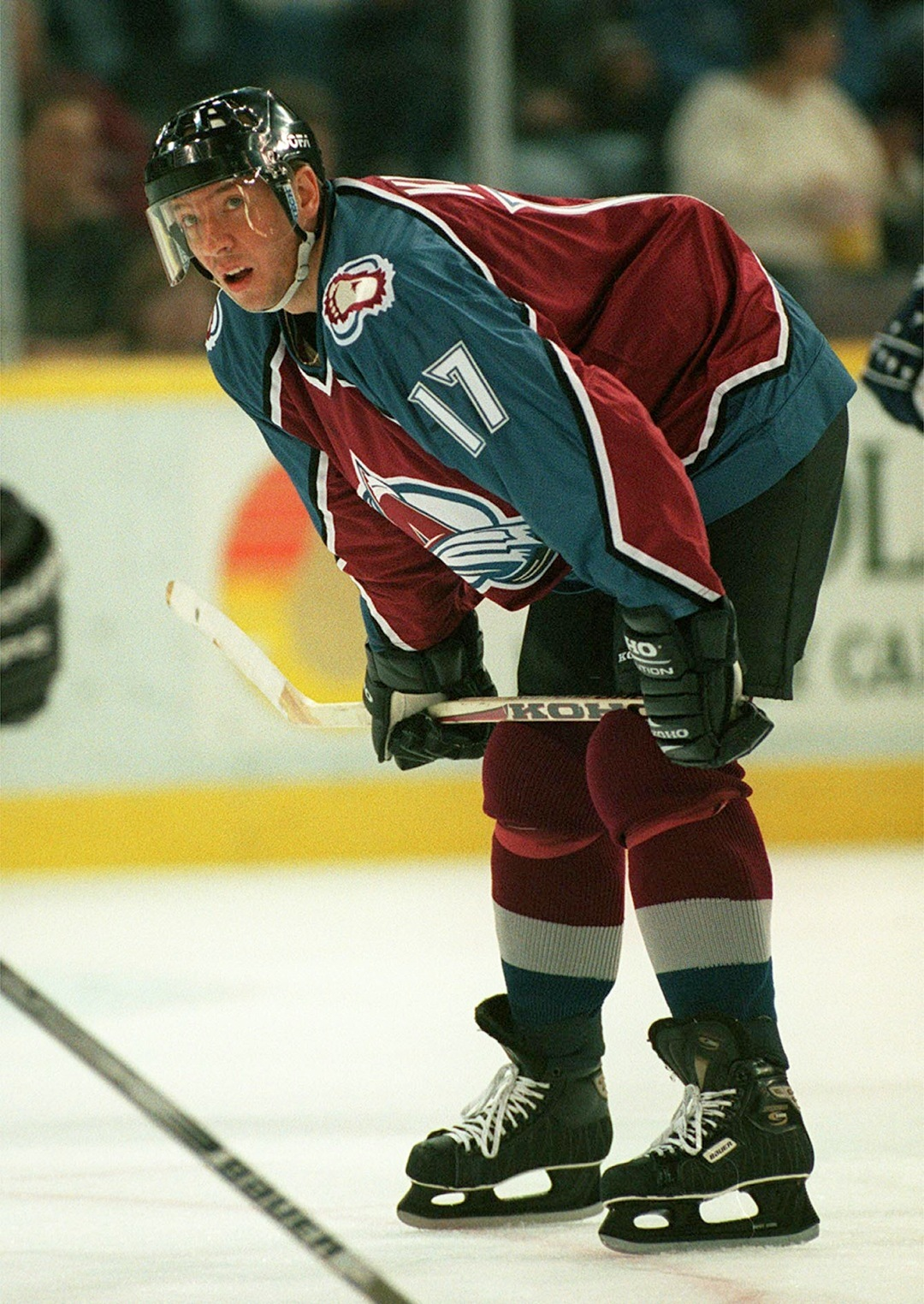
Jari Kurri v dresu Colorada Avelanche v roce 1997

Svou profesionální kariéru zahájil roku 1977 ve finské lize v týmu Jokerit Helsinky. Lední hokej je velmi oblíbený týmový sport ve Finsku a snem tisíce finských chlapců je hraní v NHL v Severní Americe. Nejlepší hokejovou ligu na světě měli jen američtí a kanadští hráči, ale v osmdesátých letech by v nejlepších týmech přítomnost Evropanů chyběla. Jarimu Kurrimu se úspěšně podařilo ´´odstěhovat´´. Titulky novin psaly o jeho vítězném gólu za Finsko, který padl ve finále Juniorského Mistrovství Evropy. V roce 1980 byl draftován jako číslo 69 týmem severoamerické NHL Edmonton Oilers a udělali ho ´čárovým kamarádem´ proslulého Wayna Gretzkyho. Wayne Gretzky a Kurri dokázali být nejlepší dvojkou v historii NHL a dominovali hrací scéně 8 let. Po většinu doby byli spojení s Esou Tikkanenem, dalším Finem. Kurri vyhrál s Waynem 4x Stanley cup a 5x poté, co Wayne odešel do jiného klubu. V klubu Edmonton Oilers odehrál Kurri celkem deset sezón, následovalo angažmá v Los Angeles Kings, New York Rangers, Anaheim Mighty Ducks a Colorado Avalanche.
Zaneprázdněný v NHL byl Kurri málo viděn ve finském národním týmu, ale byl přirozeným týmovým vůdcem, kdykoli hrál za svou zemi. S Kurrim Finsko získalo stříbro na Mistrovství světa 1994 a bronz na Zimních olympijských hrách v Naganu v roce 1998. Tento rok Kurri oznámil konec své kariéry.
V NHL Jari Kurri odehrál 1251 zápasů, nastřílel 601 gólů a na 797 přihrál. V roce 2001 byl jako vůbec první finský hráč uveden do prestižní hokejové Síně slávy. V roce 2002 byl Kurri zvolen za člena Komise sportovců Mezinárodního olympijského výboru.
V roce 2022 se stal generalním ředitelem a vlastníkem klubu Jokerit Helsinky.

## Osobní život
V roce 2004 se oženil s Vanessou Kurriovou, rozenou Forsmanovou. Spolu mají dvě dcery – Odessu (* 2002) a Alissu (* 2005) – a syna Pauluse (* 2007). Z prvního manželství s Tiinou Kurriovou má dvojčata (Joonas a Ville). Dětem z prvního manželství byl kmotrem bývalý spoluhráč Wayne Gretzky. Kurri se stal kmotrem hokejisty Samiho Lepistö.

## Ocenění a úspěchy
- 1978 – ME-18 All-Star Team
- 1978 – ME-18 Nejlepší útočník
- 1980 – MSJ Nejlepší nahrávač
- 1983 – NHL All-Star Game
- 1984 – NHL Druhý All-Star Team
- 1985 – Lady Byng Memorial Trophy
- 1985 – NHL První All-Star Team
- 1985 – NHL All-Star Game
- 1986 – NHL Druhý All-Star Team
- 1986 – NHL All-Star Game
- 1987 – NHL První All-Star Team
- 1988 – NHL All-Star Game
- 1989 – NHL Druhý All-Star Team
- 1989 – NHL All-Star Game
- 1990 – NHL All-Star Game
- 1991 – MS All-Star Team
- 1993 – NHL All-Star Game
- 1994 – MS All-Star Team
- 1998 – NHL All-Star Game: Výběr týmu (hráčů narozených mimo Severní Ameriku)
- 1998 – 2. nejlepší Evropan v historii NHL
- 2000 – Zvolen do síně slávy IIHF
- 2001 – Zvolen do hokejové síně slávy

## Klubové statistiky
| Sezona                 | Klub                    | Soutěž       | Základní část | Základní část | Základní část | Základní část | Základní část | Základní část | Play off | Play off | Play off | Play off | Play off | Play off |
| Sezona                 | Klub                    | Soutěž       | Z             | G             | A             | B             | + / -         | TM            | Z        | G        | A        | B        | + / -    | TM       |
| ---------------------- | ----------------------- | ------------ | ------------- | ------------- | ------------- | ------------- | ------------- | ------------- | -------- | -------- | -------- | -------- | -------- | -------- |
| 1977/1978              | Jokerit Helsinky        | SM-l         | 29            | 2             | 9             | 11            | —             | 12            | —        | —        | —        | —        | —        | —        |
| 1978/1979              | Jokerit Helsinki        | SM-l         | 33            | 16            | 14            | 30            | —             | 12            | —        | —        | —        | —        | —        | —        |
| 1979/1980              | Jokerit Helsinki        | SM-l         | 33            | 23            | 16            | 39            | —             | 22            | —        | —        | —        | —        | —        | —        |
| 1980/1981              | Edmonton Oilers         | NHL          | 75            | 32            | 43            | 75            | +26           | 40            | 9        | 5        | 7        | 12       | —        | 4        |
| 1981/1982              | Edmonton Oilers         | NHL          | 71            | 32            | 54            | 86            | +38           | 32            | 5        | 2        | 5        | 7        | —        | 10       |
| 1982/1983              | Edmonton Oilers         | NHL          | 80            | 45            | 59            | 104           | +47           | 22            | 16       | 8        | 15       | 23       | —        | 8        |
| 1983/1984              | Edmonton Oilers         | NHL          | 64            | 52            | 61            | 113           | +38           | 14            | 19       | 14       | 14       | 28       | —        | 13       |
| 1984/1985              | Edmonton Oilers         | NHL          | 73            | 71            | 64            | 135           | +76           | 30            | 18       | 19       | 12       | 31       | —        | 6        |
| 1985/1986              | Edmonton Oilers         | NHL          | 78            | 68            | 63            | 131           | +45           | 22            | 10       | 2        | 10       | 12       | —        | 4        |
| 1986/1987              | Edmonton Oilers         | NHL          | 79            | 54            | 54            | 108           | +19           | 41            | 21       | 15       | 10       | 25       | —        | 20       |
| 1987/1988              | Edmonton Oilers         | NHL          | 80            | 43            | 53            | 96            | +25           | 30            | 19       | 14       | 17       | 31       | +15      | 12       |
| 1988/1989              | Edmonton Oilers         | NHL          | 76            | 44            | 58            | 102           | +19           | 69            | 7        | 3        | 5        | 8        | -2       | 6        |
| 1989/1990              | Edmonton Oilers         | NHL          | 78            | 33            | 60            | 93            | +18           | 48            | 22       | 10       | 15       | 25       | +13      | 18       |
| 1990/1991              | HC Devils Milano        | ITA          | 30            | 27            | 48            | 75            | —             | 6             | 10       | 10       | 12       | 22       | —        | 2        |
| 1991/1992              | Los Angeles Kings       | NHL          | 73            | 23            | 37            | 60            | -24           | 24            | 4        | 1        | 2        | 3        | +1       | 4        |
| 1992/1993              | Los Angeles Kings       | NHL          | 82            | 27            | 60            | 87            | +19           | 38            | 24       | 9        | 8        | 17       | +2       | 12       |
| 1993/1994              | Los Angeles Kings       | NHL          | 81            | 31            | 46            | 77            | -24           | 48            | —        | —        | —        | —        | —        | —        |
| 1994/1995              | Jokerit Helsinki        | SM-l         | 20            | 10            | 9             | 19            | —             | 10            | —        | —        | —        | —        | —        | —        |
| 1994/1995              | Los Angeles Kings       | NHL          | 38            | 10            | 19            | 29            | -17           | 24            | —        | —        | —        | —        | —        | —        |
| 1995/1996              | Los Angeles Kings       | NHL          | 57            | 17            | 23            | 40            | -12           | 37            | —        | —        | —        | —        | —        | —        |
| 1995/1996              | New York Rangers        | NHL          | 14            | 1             | 4             | 5             | -4            | 2             | 11       | 3        | 5        | 8        | -2       | 2        |
| 1996/1997              | Mighty Ducks of Anaheim | NHL          | 82            | 13            | 22            | 35            | -13           | 12            | 11       | 1        | 2        | 3        | +2       | 4        |
| 1997/1998              | Colorado Avalanche      | NHL          | 70            | 5             | 17            | 22            | +6            | 12            | 4        | 0        | 0        | 0        | -1       | 0        |
| Celkem v NHL           | Celkem v NHL            | Celkem v NHL | 1251          | 601           | 797           | 1398          | +282          | 545           | 200      | 106      | 127      | 233      | +28      | 123      |
| Konec hokejové kariéry |                         |              |               |               |               |               |               |               |          |          |          |          |          |          |

### Reprezentační statistiky
| 1978         | Finsko 18    | MEJ          | 4  | 6  | 2  | 8  | 4  |
| 1979         | Finsko 20    | MSJ          | 6  | 2  | 3  | 5  | 2  |
| 1980         | Finsko 20    | MSJ          | 5  | 4  | 7  | 11 | 0  |
| 1980         | Finsko       | OH           | 7  | 2  | 1  | 3  | 6  |
| 1981         | Finsko       | KP           | 5  | 0  | 1  | 1  | 0  |
| 1982         | Finsko       | MS           | 7  | 4  | 5  | 7  | 2  |
| 1987         | Finsko       | KP           | 5  | 1  | 1  | 2  | 4  |
| 1989         | Finsko       | MS           | 7  | 5  | 4  | 9  | 4  |
| 1991         | Finsko       | MS           | 10 | 6  | 6  | 12 | 2  |
| 1991         | Finsko       | KP           | 6  | 2  | 0  | 2  | 7  |
| 1994         | Finsko       | MS           | 8  | 4  | 6  | 10 | 2  |
| 1996         | Finsko       | SP           | 4  | 1  | 0  | 1  | 0  |
| 1998         | Finsko       | OH           | 6  | 1  | 4  | 5  | 2  |
| Celkem v MSJ | Celkem v MSJ | Celkem v MSJ | 11 | 6  | 10 | 16 | 2  |
| Celkem MS    | Celkem MS    | Celkem MS    | 32 | 19 | 19 | 38 | 10 |
| Celkem KP/SP | Celkem KP/SP | Celkem KP/SP | 20 | 4  | 2  | 6  | 11 |
| Celkem OH    | Celkem OH    | Celkem OH    | 13 | 3  | 5  | 8  | 8  |